# Tourtrès
Tourtrès (okzitanisch gleichlautend) ist eine französische Gemeinde mit 140 Einwohnern (Stand: 1. Januar 2022) im Département Lot-et-Garonne in der Region Nouvelle-Aquitaine. Sie gehört zum Arrondissement Villeneuve-sur-Lot und zum Kanton Le Livradais. Die Einwohner werden Tourtrésiens genannt.

## Geographie
Die Gemeinde Tourtrès liegt 23 Kilometer östlich von Marmande. Der Fluss Canaule markiert die nordwestliche Gemeindegrenze. Tourtrès wird umgeben von den Nachbargemeinden Laperche im Norden, Tombebœuf im Osten, Coulx im Südosten, Verteuil-d’Agenais im Süden, Labretonie im Südwesten sowie Saint-Barthélemy-d’Agenais im Westen.

## Bevölkerungsentwicklung
| Jahr                       | 1962 | 1968 | 1975 | 1982 | 1990 | 1999 | 2006 | 2013 | 2022 |
| -------------------------- | ---- | ---- | ---- | ---- | ---- | ---- | ---- | ---- | ---- |
| Einwohner                  | 205  | 168  | 152  | 139  | 132  | 121  | 123  | 144  | 140  |
| Quellen: Cassini und INSEE |      |      |      |      |      |      |      |      |      |

## Sehenswürdigkeiten
- Kirche Saint-Pierre, seit 1957 Monument historique
- Windmühle

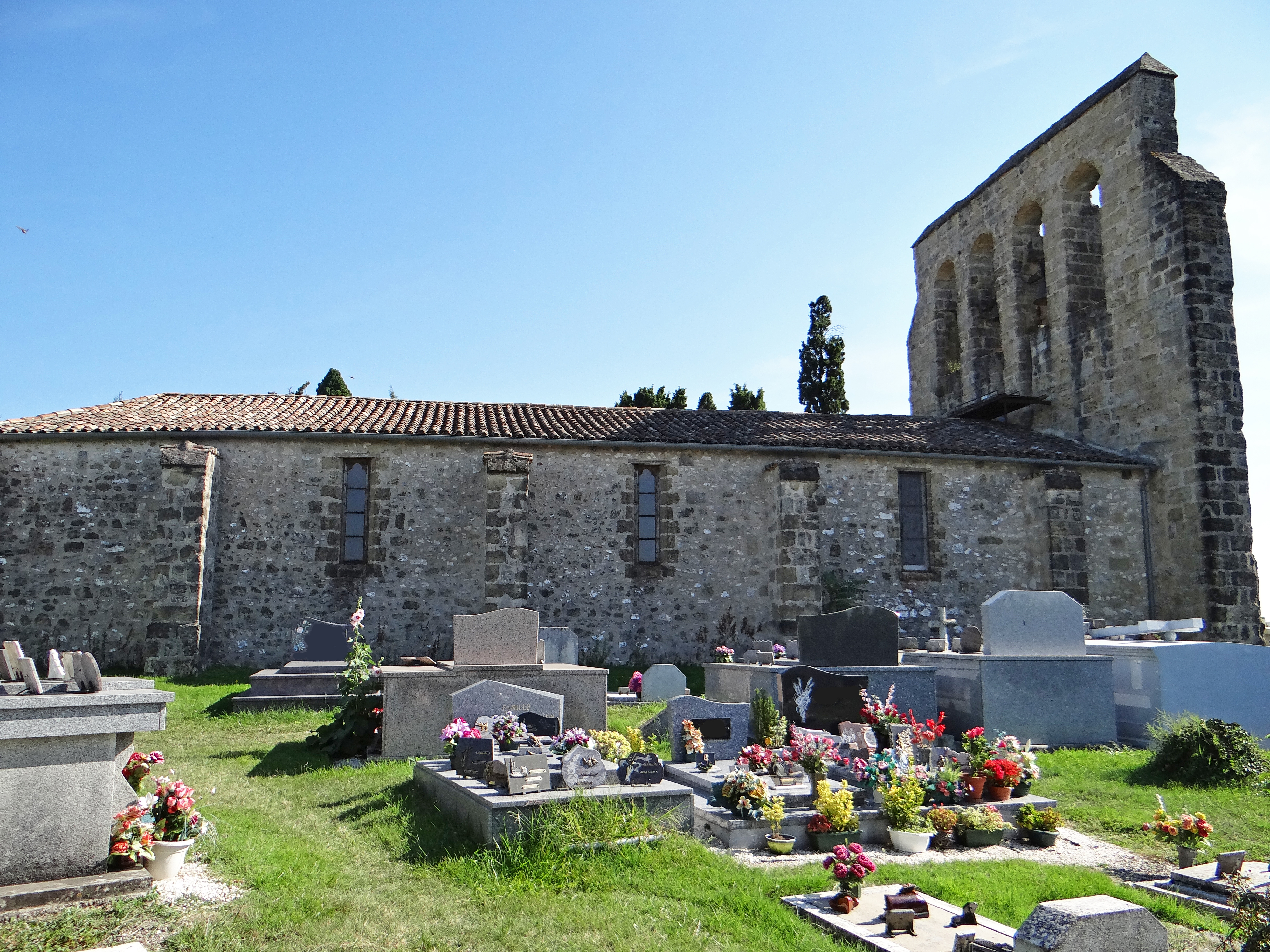
Kirche Saint-Pierre
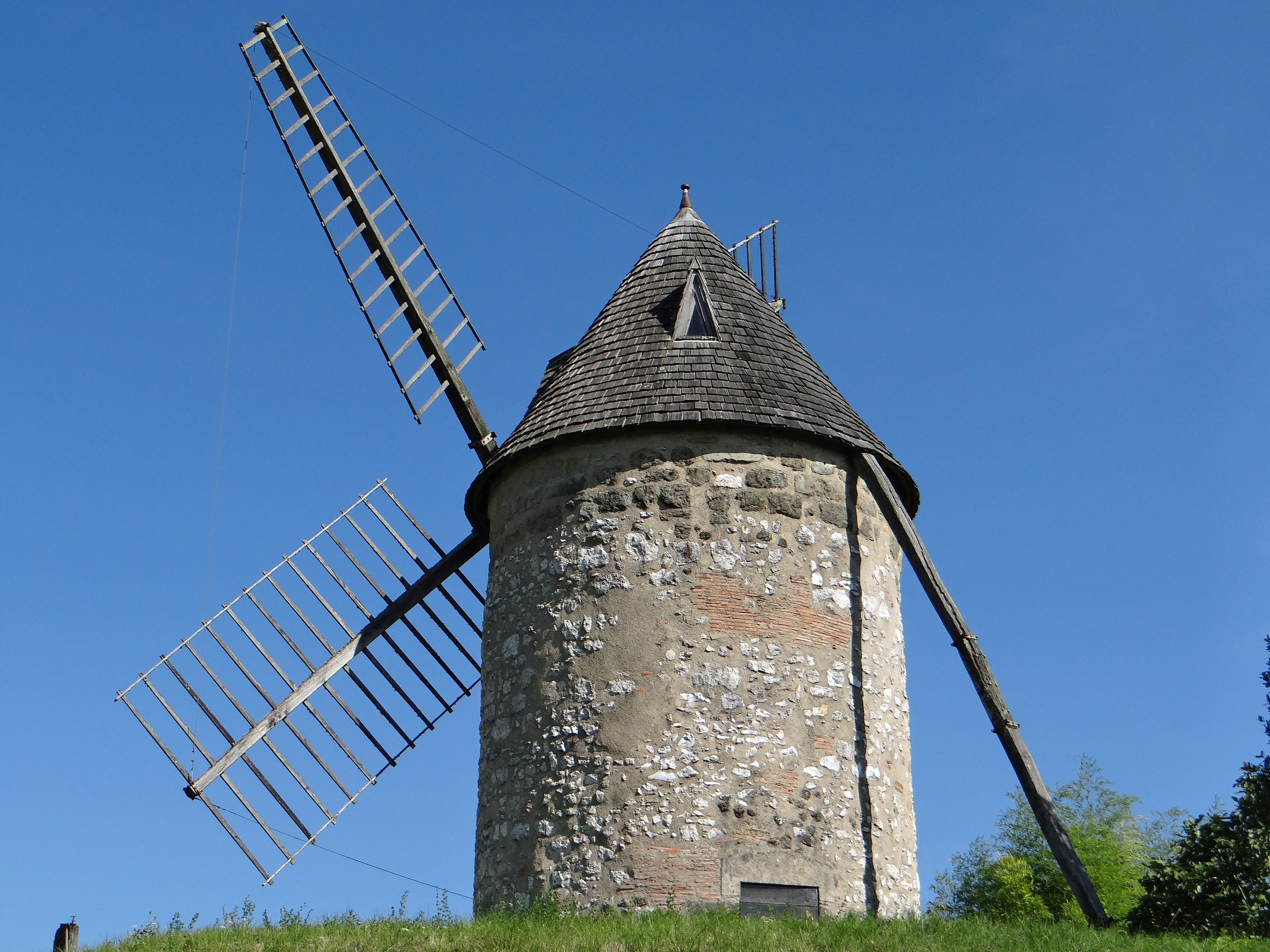
Windmühle
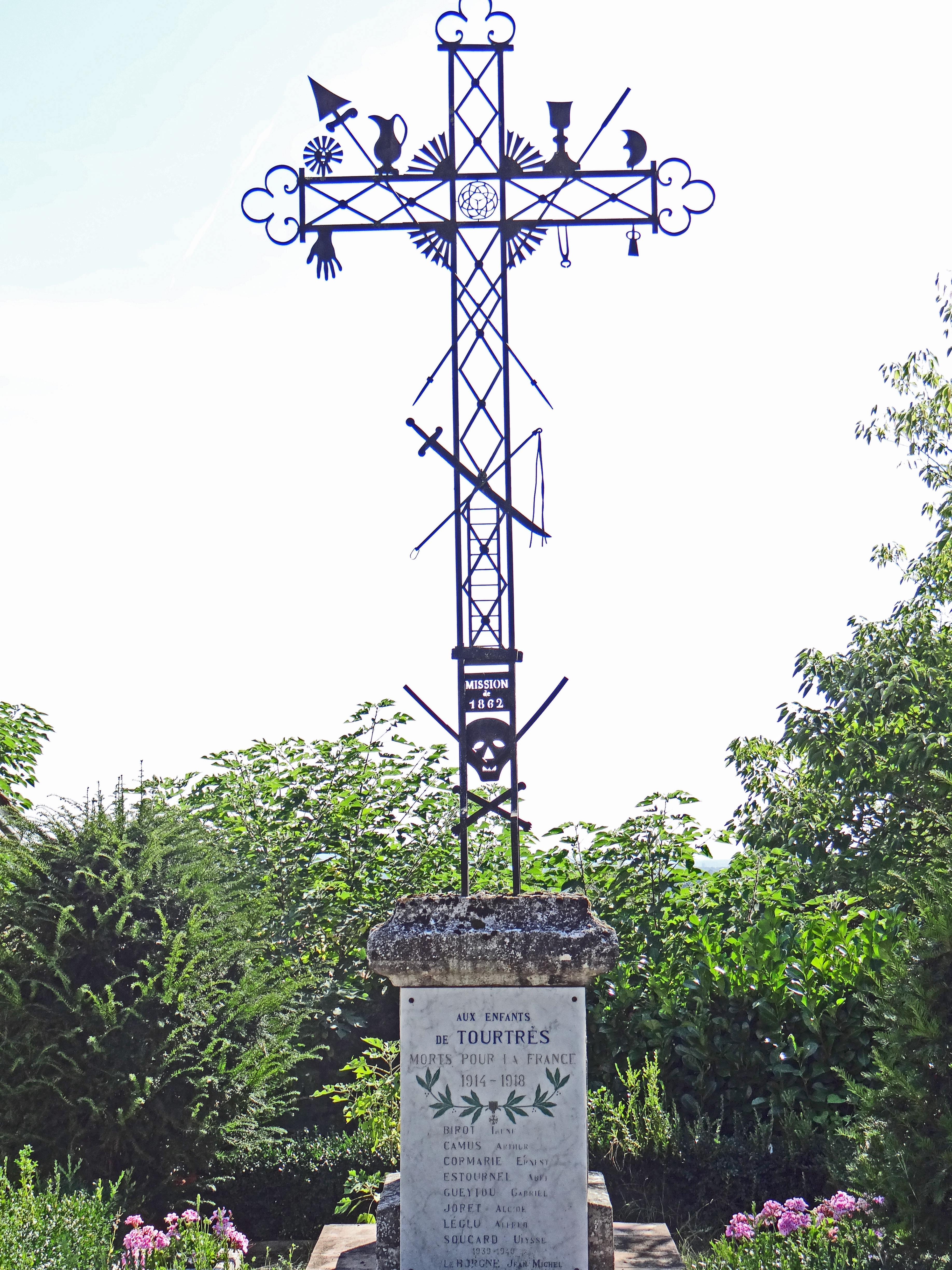
Gefallenendenkmal und Missionskreuz